# 糸井光彌
糸井 光彌（いとい こうや、1899年4月9日 - 没年不詳）は、日本の声楽家、歌手、俳優。
本名は紺井 輝也（こんい てるや）。東京府（現・東京都）出身。以前はユニオンプロに所属していたが、妻とともに自ら設立した豆の木座の座長を務めた。

## 経歴・人物
大正時代は浅草オペラで活躍。1925年、佐々紅華の歌劇協会に参加した後、1929年には大阪の小さなレコード会社、国歌レコードにて『青空』、『アラビヤの唄』、『草津節』、『出船の港』、『俺はルンペン』などジャズ風歌謡曲から本格的なジャズソングを多数吹き込んだ。同年、糸井自ら作詞作曲で服部良一編曲の『富世モボモガ』がヒットする。戦後1950年代後半からは俳優に転職し、NHKをはじめ多数のテレビドラマに出演した。また妻とともに『豆の木座』という一座を組んで地方巡業をしていた。すでに故人ではあるが亡くなった年、死因は不明である。

## 代表曲
- 『青空』（昭和4年、国歌）
- 『アラビヤの唄』（昭和4年、国歌）
- 『出船の港』（昭和4年、国歌）
- 『木曽節』（昭和4年、国歌）
- 『草津節』（昭和4年、国歌）
- 『串本節』（昭和4年、国歌）
- 『乃木大将の歌（湊河原の五月雨）』（昭和4年頃、国歌）
- 『敵は幾万』（昭和4年頃、国歌）
- 『歓楽の夜』（昭和4年、オリエント、菊地博 編曲、井上起久子との歌唱）
- 『欲はおやめ』（昭和4年、コッカ、服部良一 編曲）
- 『富世モボモガ』（昭和4年、コッカ、糸井光彌 作詞・作曲、服部良一 編曲）
- 『俺はルンペン』（昭和5年、コッカ）

## 出演作品

### テレビドラマ
- 戦友 第15回「母と兵隊」（1964年、NET / 東映）
- 特別機動捜査隊 第153話「陸の孤島」（1964年、NET / 東映） - 住職
- 源義経（1966年、NHK） - 医師

### 人形劇
- 宝島
- こじき王子